# Letis claricostata
Letis claricostata là một loài bướm đêm trong họ Erebidae.